# Macrosiphum albifrons
Macrosiphum albifrons är en insektsart som beskrevs av Essig 1911. Macrosiphum albifrons ingår i släktet Macrosiphum och familjen långrörsbladlöss. Arten är reproducerande i Sverige. Inga underarter finns listade i Catalogue of Life.